# Бентли (Алберта)
Бентли (енгл. Bentley) је малена варошица у централном делу канадске провинције Алберта, у статистичкој регији Централна Алберта. Налази се 28 км северозападно од града Ред Дир. 
Насеље су 1889. основали амерички досељеници, а већ наредне године у њему је саграђена и методистичка црква. Насеље је 1915. добило статус села. Цео јужни део села је у потпуности изгорео у катастрофалном пожару 1916. године. 
Бентли је добио статус вароши 1. јануара 2001. године.
Према подацима пописа становништва из 2011. у варошици је живело 1.073 становника у 469 домаћинстава, што је за 0,9% мање у односу на стање из 2006. када је регистровано 1.083 житеља тог места.

## Становништво
| 2006. | 2011. |
| ----- | ----- |
| 1.083 | 1.073 |